# Општина Алтамира (Тамаулипас)
Алтамира (шп. Altamira) општина је у Мексику у савезној држави Тамаулипас. Општина се налази на надморској висини од 10 м.

## Становништво
Према подацима из 2010. у општини је живело 212001 становника.

### Хронологија
| Година       | 2000                   | 2005                   | 2010                     |
| ------------ | ---------------------- | ---------------------- | ------------------------ |
| Становништво | 127664 (63803 / 63861) | 162628 (81160 / 81468) | 212001 (105619 / 106382) |

### Попис
| \| \| м \| \| \| ж \| \| 0—2 \| 6.519 \| \| \| 6.341 \| \| 3—5 \| 6.758 \| \| \| 6.472 \| \| 6—11 \| 12.882 \| \| \| 12.646 \| \| 12—14 \| 5.675 \| \| \| 5.573 \| \| 15—17 \| 5.965 \| \| \| 5.757 \| \| 18—24 \| 13.008 \| \| \| 13.200 \| \| 60+ \| 6.420 \| \| \| 6.499 \| \| Просек : \| 28,4 \| \| \| 28,8 \| |        |  |  |        |
| |        |  |  |        |
| | м      |  |  | ж      |
| 0—2 | 6.519  |  |  | 6.341  |
| 3—5 | 6.758  |  |  | 6.472  |
| 6—11 | 12.882 |  |  | 12.646 |
| 12—14 | 5.675  |  |  | 5.573  |
| 15—17 | 5.965  |  |  | 5.757  |
| 18—24 | 13.008 |  |  | 13.200 |
| 60+ | 6.420  |  |  | 6.499  |
| Просек : | 28,4   |  |  | 28,8   |

| #   | Индикатор                                                                                        | Вредност |
| --- | ------------------------------------------------------------------------------------------------ | -------- |
| 1   | Становништво од 0 до 2 године                                                                    | 12860    |
| 2   | Мушко становништво од 0 до 2 године                                                              | 6519     |
| 3   | Женско становништво од 0 до 2 године                                                             | 6341     |
| 4   | Становништво са 3 и више година                                                                  | 197551   |
| 5   | Мушко становништво са 3 и више година                                                            | 98301    |
| 6   | Женско становништво са 3 и више година                                                           | 99250    |
| 7   | Становништво са 5 и више година                                                                  | 188585   |
| 8   | Мушко становништво са 5 и више година                                                            | 93716    |
| 9   | Женско становништво са 5 и више година                                                           | 94869    |
| 10  | Становништво са 12 и више година                                                                 | 158793   |
| 11  | Мушко становништво са 12 и више година                                                           | 78661    |
| 12  | Женско становништво са 12 и више година                                                          | 80132    |
| 13  | Становништво са 15 и више година                                                                 | 147545   |
| 14  | Мушко становништво са 15 и више година                                                           | 72986    |
| 15  | Женско становништво са 15 и више година                                                          | 74559    |
| 16  | Становништво са 18 и више година                                                                 | 135823   |
| 17  | Мушко становништво са 18 и више година                                                           | 67021    |
| 18  | Женско становништво са 18 и више година                                                          | 68802    |
| 19  | Становништво од 3 до 5 година                                                                    | 13230    |
| 20  | Мушко становништво од 3 до 5 година                                                              | 6758     |
| 21  | Женско становништво од 3 до 5 година                                                             | 6472     |
| 22  | Становништво од 6 до 11 година                                                                   | 25528    |
| 23  | Мушко становништво од 6 до 11 година                                                             | 12882    |
| 24  | Женско становништво од 6 до 11 година                                                            | 12646    |
| 25  | Становништво од 8 до 14 година                                                                   | 28246    |
| 26  | Мушко становништво од 8 до 14 година                                                             | 14217    |
| 27  | Женско становништво од 8 до 14 година                                                            | 14029    |
| 28  | Становништво од 12 до 14 година                                                                  | 11248    |
| 29  | Мушко становништво од 12 до 14 година                                                            | 5675     |
| 30  | Женско становништво од 12 до 14 година                                                           | 5573     |
| 31  | Становништво од 15 до 17 година                                                                  | 11722    |
| 32  | Мушко становништво од 15 до 17 година                                                            | 5965     |
| 33  | Женско становништво од 15 до 17 година                                                           | 5757     |
| 34  | Становништво од 18 до 24 године                                                                  | 26208    |
| 35  | Мушко становништво од 18 до 24 године                                                            | 13008    |
| 36  | Женско становништво од 18 до 24 године                                                           | 13200    |
| 37  | Женско становништво од 15 до 49 година                                                           | 60410    |
| 38  | Становништво са 60 и више година                                                                 | 12919    |
| 39  | Мушко становништво са 60 и више година                                                           | 6420     |
| 40  | Женско становништво са 60 и више година                                                          | 6499     |
| 41  | Однос између мушкараца и жена                                                                    | 99.28    |
| 42  | Становништво од нуле до 14 година                                                                | 62866    |
| 43  | Становништво од 15 до 64 године                                                                  | 139161   |
| 44  | Становништво од 65 година и више                                                                 | 8384     |
| 45  | Просечан број деце                                                                               | 2.1      |
| 46  | Становништво рођено у ентитету                                                                   | 148399   |
| 47  | Мушко становништво рођено у ентитету                                                             | 74489    |
| 48  | Женско становништво рођено у ентитету                                                            | 73910    |
| 49  | Становништво рођено у другом ентитету                                                            | 59051    |
| 50  | Мушко становништво рођено у другом ентитету                                                      | 28766    |
| 51  | Женско становништво рођено у другом ентитету                                                     | 30285    |
| 52  | Становништво од 5 година и више резидентно у ентитету у јуну 2005. године                        | 175216   |
| 53  | Мушко становништво старосног доба од 5 година и више, резидентно у ентитету у јуну 2005. године  | 86788    |
| 54  | Женско становништво старосног доба од 5 и више година, резидентно у ентитету у јуну 2005. године | 88428    |
| 55  | Становништво од 5 година и више које је живело у другом ентитету у јуну 2005. године             | 9403     |
| 56  | Мушко становништво старије од 5 година које је живело у другом ентитету у јуну 2005. године      | 4661     |
| 57  | Женско становништво старије од 5 година које је живело у другом ентитету у јуну 2005. године     | 4742     |
| 58  | Становништво од 3 године и више које говори аутохтони језик                                      | 2864     |
| 59  | Мушко становништво старо 3 године и више које говори аутохтони језик                             | 1417     |
| 60  | Женско становништво старо 3 године и више које говори аутохтони језик                            | 1447     |
| 61  | Становништво од 3 године и више које говори аутохтони језик и не говори шпански језик            | 6        |
| 62  | Мушко становништво старо 3 године и више које говори аутохтони језик и не говори шпански         | 0        |
| 63  | Женско становништво старо 3 године и више које говори аутохтони језик и не говори шпански језик  | 6        |
| 64  | Становништво старо 3 године и више које говори аутохтони језик и шпански                         | 2277     |
| 65  | Мушко становништво старо 3 године и више које говори аутохтони језик и шпански                   | 1129     |
| 66  | Женско становништво старо 3 године и више које говори аутохтони језик и шпански                  | 1148     |
| 67  | Становништво од 5 година и више које говори аутохтони језик                                      | 2843     |
| 68  | Становништво од 5 година и више које говори аутохтони језик и не говори шпански језик            | 6        |
| 69  | Становништво од 5 година и више које говори аутохтони језик и говори шпански језик               | 2269     |
| 70  | Становништво у домородачким домаћинствима                                                        | 7324     |
| 71  | Становништво са ограничењима у активностима                                                      | 7845     |
| 72  | Становништво са ограниченим ходањем или кретањем, горе или доле                                  | 3752     |
| 73  | Становници са ограничењима вида, чак и уз кориштење сочива                                       | 2403     |
| 74  | Становништво са ограничењима говора, комуникације или конверзације                               | 730      |
| 75  | Становништво са ограниченим слухом                                                               | 655      |
| 76  | Становништво са ограничењима при одевању, купању или јелу                                        | 324      |
| 77  | Становништво са ограничењима у опажању или учењу једноставних ствари                             | 340      |
| 78  | Становништво са менталним ограничењима                                                           | 892      |
| 79  | Становништво без ограничења активности                                                           | 199711   |
| 80  | Становништво од 3 до 5 година које не похађа школу                                               | 6353     |
| 81  | Мушко становништво од 3 до 5 година које не похађа школу                                         | 3268     |
| 82  | Женско становништво од 3 до 5 година које не похађа школу                                        | 3085     |
| 83  | Становништво од 6 до 11 година које не похађа школу                                              | 689      |
| 84  | Мушко становништво од 6 до 11 година које не похађа школу                                        | 372      |
| 85  | Женско становништво од 6 до 11 година које не похађа школу                                       | 317      |
| 86  | Становништво од 12 до 14 година које не похађа школу                                             | 767      |
| 87  | Мушко становништво од 12 до 14 година које не похађа школу                                       | 431      |
| 88  | Женско становништво од 12 до 14 година које не похађа школу                                      | 336      |
| 89  | Становништво од 15 до 17 година похађа школу                                                     | 8121     |
| 90  | Мушко становништво од 15 до 17 година похађа школу                                               | 4101     |
| 91  | Женско становништво између 15 и 17 година живота у школи                                         | 4020     |
| 92  | Становништво од 18 до 24 године похађа школу                                                     | 6116     |
| 93  | Мушко становништво од 18 до 24 године похађа школу                                               | 3116     |
| 94  | Женско становништво од 18 до 24 године похађа школу                                              | 3000     |
| 95  | Становништво од 8 до 14 година које не може да чита и пише                                       | 580      |
| 96  | Мушко становништво старосног доба од 8 до 14 година које не може да чита и пише                  | 370      |
| 97  | Женско становништво старосног доби од 8 до 14 година које не може да чита и пише                 | 210      |
| 98  | Становништво од 15 година и више које је неписмено                                               | 5652     |
| 99  | Мушко становништво од 15 година и више које је неписмено                                         | 2264     |
| 100 | Женско становништво од 15 година и више које је неписмено                                        | 3388     |
| 101 | Становништво старо 15 и више година без школовања                                                | 7067     |
| 102 | Мушко становништво старо 15 и више година без школовања                                          | 3112     |
| 103 | Женско становништво старо 15 и више година без школовања                                         | 3955     |
| 104 | Становништво старосног доба 15 и више година са непотпуним основним образовањем                  | 16561    |
| 105 | Мушко становништво старосног доба од 15 година и више са непотпуном основним образовањем         | 7720     |
| 106 | Женско становништво старосног доба 15 и више година са непотпуном основним образовањем           | 8841     |
| 107 | Становништво старо 15 и више година са комплетним основним образовањем                           | 24761    |
| 108 | Мушко становништво старо 15 година и више са комплетним основним образовањем                     | 11449    |
| 109 | Женско становништво старо 15 и више година са комплетним основним образовањем                    | 13312    |
| 110 | Становништво старосног доба 15 и више година са непотпуним средњим образовањем                   | 7573     |
| 111 | Мушко становништво старосног доба од 15 година и више са непотпуним средњим образовањем          | 4208     |
| 112 | Женско становништво старосног доба од 15 година и више са непотпуним средњим образовањем         | 3365     |
| 113 | Становништво старо 15 и више година са пуним секундарном образовањем                             | 35884    |
| 114 | Мушко становништво старосног доба од 15 година и више са пуним секундарном образовањем           | 18468    |
| 115 | Женско становништво старосног доба од 15 година и више са пуним секундарном образовањем          | 17416    |
| 116 | Становништво старије од 18 година са постосновним образовањем                                    | 48217    |
| 117 | Мушко становништво старије од 18 година са постосновним образовањем                              | 24627    |
| 118 | Женско становништво старије од 18 година са постосновним образовањем                             | 23590    |
| 119 | Просечна оцена школовања                                                                         | 8.7      |
| 120 | Просечан ниво образовања мушке популације                                                        | 8.84     |
| 121 | Просечан ниво образовања женског становништва                                                    | 8.56     |
| 122 | Економски активно становништво                                                                   | 85553    |
| 123 | Економски активна мушка популација                                                               | 59890    |
| 124 | Економски активна женска популација                                                              | 25663    |
| 125 | Становништво које није економски активно                                                         | 70937    |
| 126 | Мушко становништво које није економски активно                                                   | 17505    |
| 127 | Женско становништво које није економски активно                                                  | 53432    |
| 128 | Запослено становништво                                                                           | 80418    |
| 129 | Запослено мушко становништво                                                                     | 55676    |
| 130 | Запослено женско становништво                                                                    | 24742    |
| 131 | Незапослена популација                                                                           | 5135     |
| 132 | Незапослена мушка популација                                                                     | 4214     |
| 133 | Незапослена женска популација                                                                    | 921      |
| 134 | Становништво без права на здравствене услуге                                                     | 53765    |
| 135 | Становништво које има право на здравствене услуге                                                | 154466   |
| 136 | Становништво које има право на ИМСС                                                              | 87537    |
| 137 | Становништво које има право на социјално осигурање                                               | 6499     |
| 138 | Становништво које има право на државно социјално осигурање                                       | 276      |
| 139 | Становништво које има право на опште осигурање или здравствено осигурање за нову генерацију      | 49862    |
| 140 | Становништво које је било једном или није било у браку током 12 година и више                    | 49677    |
| 141 | Венчано или уједињено становништво од 12 година и више                                           | 93300    |
| 142 | Становништво које је било у браку или уједињено 12 година и више                                 | 13904    |
| 143 | Становништво са католичком религијом                                                             | 159837   |
| 144 | Протестанти, еванђелисти и библијски следбеници различити од еванђелиста                         | 32013    |
| 145 | Становништво са другим религијама различитим од претходних                                       | 72       |
| 146 | Становништво без религије                                                                        | 13056    |
| 147 | Укупно пописаних домаћинства                                                                     | 57130    |
| 148 | Пописна домаћинства на челу са мушкарцима                                                        | 44684    |
| 149 | Пописна домаћинства на челу са женама                                                            | 12446    |
| 150 | Становништво у пописним домаћинствима                                                            | 209211   |
| 151 | Становништво у пописним домаћинствима на челу са мушкарцима                                      | 169093   |
| 152 | Становништво у пописним домаћинствима на челу са женама                                          | 40118    |
| 153 | Укупно домаћинстава                                                                              | 83052    |
| 154 | Укупно насељених домаћинстава                                                                    | 57636    |
| 155 | Укупно приватних кућа                                                                            | 82546    |
| 156 | Насељени приватни домови                                                                         | 57130    |
| 157 | Укупно насељених приватних кућа                                                                  | 57631    |
| 158 | Ненасељене приватне куће                                                                         | 21642    |
| 159 | Појединачна домаћинства за привремену употребу                                                   | 3774     |
| 160 | Становници у насељеним приватним кућама                                                          | 209211   |
| 161 | Насељеност станара у приватним становима                                                         | 3.66     |
| 162 | Просечно становника по соби у приватним насељеним домаћинствима                                  | 1.11     |
| 163 | Појединачна домаћинства са подовима од различитих материјала од земље                            | 54077    |
| 164 | Појединачна домаћинства у приземљу                                                               | 2371     |
| 165 | Појединачна домаћинства са једном спаваћом собом                                                 | 22871    |
| 166 | Појединачна домаћинства са две спаваће собе и више                                               | 33718    |
| 167 | Појединачна домаћинства са једним собом                                                          | 4648     |
| 168 | Појединачна домаћинства са две собе                                                              | 10958    |
| 169 | Појединачна домаћинства са 3 собе и више                                                         | 40923    |
| 170 | Појединачна домаћинства која имају електрично светло                                             | 55809    |
| 171 | Појединачна домаћинства која немају електрично светло                                            | 900      |
| 172 | Појединачна домаћинства која имају водоводну воду у стамбеном простору                           | 54527    |
| 173 | Појединачна домаћинства која немају водоводну воду у стамбеном простору                          | 2011     |
| 174 | Појединачна домаћинства која имају тоалет                                                        | 55998    |
| 175 | Појединачна домаћинства која имају канализацију                                                  | 50368    |
| 176 | Појединачна домаћинства која немају канализацију                                                 | 6156     |
| 177 | Појединачна домаћинства која имају електрично светло, довод воде из јавне мреже и канализацију   | 49423    |
| 178 | Појединачна домаћинства без икаквих услова                                                       | 547      |
| 179 | Појединачна домаћинства која имају радио                                                         | 40848    |
| 180 | Појединачна домаћинства која имају телевизор                                                     | 53727    |
| 181 | Појединачна домаћинства која имају фрижидер                                                      | 49945    |
| 182 | Појединачна домаћинства која имају машину за веш                                                 | 41420    |
| 183 | Појединачна домаћинства која имају аутомобил или комби                                           | 18746    |
| 184 | Појединачна домаћинства која имају рачунар                                                       | 11640    |
| 185 | Појединачна домаћинства која имају фиксну телефонску линију                                      | 17303    |
| 186 | Појединачна домаћинства која имају мобилни телефон                                               | 45914    |
| 187 | Појединачна домаћинства која имају приступ интернету                                             | 8078     |